# Liste des chapitres de Divine Nanami
Cet article est un complément de l’article sur le manga Divine Nanami. Il contient la liste des volumes du manga parus en presse du tome 1 au tome 25

## Volumes reliés

### Tomes 1 à 10
| no | Japonais          | Japonais          | Français          | Français          |
| no | Date de sortie    | ISBN              | Date de sortie    | ISBN              |
| --- | ----------------- | ----------------- | ----------------- | ----------------- |
| 1 | 19 septembre 2008 | 978-4-592-18506-2 | 6 juin 2011       | 978-2-7560-2238-3 |
| Liste des chapitres : Chapitres 1 à 6 |                   |                   |                   |                   |
| Nanami se retrouve à la rue après que son père se soit enfui en n'ayant pas payé ses dettes. C'est en pleine réflexion sur sa nouvelle situation de sans-abri qu'elle rencontre Mikage qui lui offre sa demeure. Elle se rend à l'endroit indiqué par Mikage pour découvrir qu'il s'agit d'un temple en ruine. Elle y fait la rencontre de Tomoé, Onikiri et Kotetsu qui lui apprennent qu'elle porte la marque du dieu protecteur du lieu sur son front, endroit que Mikage avait embrassé avant de la laisser. Nanami est donc la nouvelle divinité de ce temple. Dans le chapitre 3, elle fait de Tomoé son messager en l'embrassant de force, un baiser étant le seul moyen de conclure un pacte. Dans le chapitre 4, elle fait la rencontre de la princesse Naïade qui est venue lui demander d'exaucer son vœu d'amour. |                   |                   |                   |                   |
| 2 | 19 janvier 2009   | 978-4-592-18507-9 | 29 juin 2011      | 978-2-7560-2239-0 |
| Liste des chapitres : Chapitres 7 à 12 |                   |                   |                   |                   |
| Nanami apprend que Kurama, un chanteur J-rock, s'est inscrit à son lycée. Elle décide alors de retourner au lycée afin de le rencontrer, mais cela ne se passe pas comme elle l'aurait voulu : Kurama est vraiment désagréable. Tomoé quant à lui le démasque assez vite puisque Kurama est en réalité un Tengu qui veut s'en prendre à Nanami. Dans le chapitre 9, Nanami fait la rencontre de la princesse Narukami, déesse de la foudre, qui convoite Tomoé. Elle ira même jusqu'à utiliser le maillet magique de Daikokuten sur lui pour le rendre petit et à voler le sceau de Mikage sur Nanami. Cette dernière réussit tout de même à récupérer le sceau et à rendre sa taille normale à Tomoé qui, pour la remercier, l'embrasse afin de refaire un pacte.                                                            |                   |                   |                   |                   |
| 3 | 19 mai 2009       | 978-4-592-18508-6 | 21 septembre 2011 | 978-2-7560-2240-6 |
| Liste des chapitres : Chapitres 13 à 18 |                   |                   |                   |                   |
| 4 | 18 septembre 2009 | 978-4-592-18509-3 | 9 novembre 2011   | 978-2-7560-2407-3 |
| Liste des chapitres : Chapitres 19 à 24 |                   |                   |                   |                   |
| 5 | 19 janvier 2010   | 978-4-592-18510-9 | 14 mars 2012      | 978-2-7560-2408-0 |
| Liste des chapitres : Chapitres 25 à 30 |                   |                   |                   |                   |
| 6 | 19 mai 2010       | 978-4-592-19216-9 | 16 mai 2012       | 978-2-7560-2604-6 |
| Liste des chapitres : Chapitres 31 à 36 |                   |                   |                   |                   |
| 7 | 17 septembre 2010 | 978-4-592-19217-6 | 22 août 2012      | 978-2-7560-3294-8 |
| Liste des chapitres : Chapitres 37 à 42 |                   |                   |                   |                   |
| 8 | 17 décembre 2010  | 978-4-592-19218-3 | 14 novembre 2012  | 978-2-7560-3295-5 |
| Liste des chapitres : Chapitres 43 à 48 |                   |                   |                   |                   |
| 9 | 19 mai 2011       | 978-4-592-19219-0 | 13 février 2013   | 978-2-7560-3539-0 |
| Liste des chapitres : Chapitres 49 à 54 |                   |                   |                   |                   |
| 10 | 20 septembre 2011 | 978-4-592-19220-6 | 12 juin 2013      | 978-2-7560-3616-8 |
| Liste des chapitres : Chapitres 55 à 60 |                   |                   |                   |                   |

### Tomes 11 à 20
| no                                        | Japonais          | Japonais          | Français         | Français          |
| no                                        | Date de sortie    | ISBN              | Date de sortie   | ISBN              |
| ----------------------------------------- | ----------------- | ----------------- | ---------------- | ----------------- |
| 11                                        | 20 janvier 2012   | 978-4-592-19291-6 | 21 août 2013     | 978-2-7560-3709-7 |
| Liste des chapitres : Chapitres 61 à 66   |                   |                   |                  |                   |
| 12                                        | 20 avril 2012     | 978-4-592-19292-3 | 13 novembre 2013 | 978-2-7560-3711-0 |
| Liste des chapitres : Chapitres 67 à 72   |                   |                   |                  |                   |
| 13                                        | 20 septembre 2012 | 978-4-592-19293-0 | 12 février 2014  | 978-2-7560-5010-2 |
| Liste des chapitres : Chapitres 73 à 78   |                   |                   |                  |                   |
| 14                                        | 19 octobre 2012   | 978-4-592-19294-7 | 21 mai 2014      | 978-2-7560-5011-9 |
| Liste des chapitres : Chapitres 79 à 84   |                   |                   |                  |                   |
| 15                                        | 20 février 2013   | 978-4-592-19295-4 | 27 août 2014     | 978-2-7560-5467-4 |
| Liste des chapitres : Chapitres 85 à 89   |                   |                   |                  |                   |
| 16                                        | 20 août 2013      | 978-4-592-19296-1 | 26 novembre 2014 | 978-2-7560-6081-1 |
| Liste des chapitres : Chapitres 90 à 95   |                   |                   |                  |                   |
| 17                                        | 20 janvier 2014   | 978-4-592-19297-8 | 11 février 2015  | 978-2-7560-6364-5 |
| Liste des chapitres : Chapitres 96 à 101  |                   |                   |                  |                   |
| 18                                        | 20 mai 2014       | 978-4-592-19298-5 | 1er avril 2015   | 978-2-7560-6811-4 |
| Liste des chapitres : Chapitres 102 à 107 |                   |                   |                  |                   |
| 19                                        | 19 septembre 2014 | 978-4-592-19299-2 | 3 juin 2015      | 978-2-7560-6864-0 |
| Liste des chapitres : Chapitres 108 à 113 |                   |                   |                  |                   |
| 20                                        | 19 décembre 2014  | 978-4-592-19300-5 | 19 août 2015     | 978-2-7560-6865-7 |
| Liste des chapitres : Chapitres 114 à 119 |                   |                   |                  |                   |

### Tomes 21 à 25
| no                                        | Japonais         | Japonais          | Français         | Français          |
| no                                        | Date de sortie   | ISBN              | Date de sortie   | ISBN              |
| ----------------------------------------- | ---------------- | ----------------- | ---------------- | ----------------- |
| 21                                        | 20 avril 2015    | 978-4-592-21501-1 | 6 janvier 2016   | 978-2-7560-7691-1 |
| Liste des chapitres : Chapitres 120 à 125 |                  |                   |                  |                   |
| 22                                        | 20 août 2015     | 978-4-592-21502-8 | 17 août 2016     | 978-2-7560-7692-8 |
| Liste des chapitres : Chapitres 126 à 131 |                  |                   |                  |                   |
| 23                                        | 18 décembre 2015 | 978-4-592-21503-5 | 12 avril 2017    | 978-2-7560-8273-8 |
| Liste des chapitres : Chapitres 132 à 137 |                  |                   |                  |                   |
| 24                                        | 20 avril 2016    | 978-4-592-21504-2 | 5 juillet 2017   | 978-2-7560-9585-1 |
| Liste des chapitres : Chapitres 138 à 143 |                  |                   |                  |                   |
| 25                                        | 19 août 2016     | 978-4-592-21505-9 | 29 novembre 2017 | 978-2-413-00074-7 |
| Liste des chapitres : Chapitre 144 à 149  |                  |                   |                  |                   |

### S-book.net
1. 1 2  Tome 1
2. 1 2  Tome 2
3. 1 2  Tome 3
4. 1 2  Tome 4
5. 1 2  Tome 5
6. 1 2  Tome 6
7. 1 2  Tome 7
8. 1 2  Tome 8
9. 1 2  Tome 9
10. 1 2  Tome 10
11. 1 2  Tome 11
12. 1 2  Tome 12
13. 1 2  Tome 13
14. 1 2  Tome 14
15. 1 2  Tome 15
16. 1 2  Tome 16
17. 1 2  Tome 17
18. 1 2  Tome 18
19. 1 2  Tome 19
20. 1 2  Tome 20
21. 1 2  Tome 21
22. 1 2  Tome 22
23. 1 2  Tome 23
24. 1 2  Tome 24
25. 1 2  Tome 25

### Delcourt
1. 1 2  Tome 1
2. 1 2  Tome 2
3. 1 2  Tome 3
4. 1 2  Tome 4
5. 1 2  Tome 5
6. 1 2  Tome 6
7. 1 2  Tome 7
8. 1 2  Tome 8
9. 1 2  Tome 9
10. 1 2  Tome 10
11. 1 2  Tome 11
12. 1 2  Tome 12
13. 1 2  Tome 13
14. 1 2  Tome 14
15. 1 2  Tome 15
16. 1 2  Tome 16
17. 1 2  Tome 17
18. 1 2  Tome 18
19. 1 2  Tome 19
20. 1 2  Tome 20
21. 1 2  Tome 21
22. 1 2  Tome 22
23. 1 2  Tome 23
24. 1 2  Tome 24
25. 1 2  Tome 25